# Clematis brevicaudata
Clematis brevicaudata är en ranunkelväxtart som beskrevs av Dc.. Clematis brevicaudata ingår i släktet klematisar, och familjen ranunkelväxter.

## Underarter
Arten delas in i följande underarter:
- C. b. filipes
- C. b. malacotricha